# ユッカ＝ペッカ・サラステ
ユッカ＝ペッカ・サラステ（Jukka-Pekka Saraste, 1956年4月22日 - ）は、フィンランドの指揮者。

## 人物・来歴
ヴァイオリン奏者として教育を受けた後、シベリウス音楽院でヨルマ・パヌラの元で指揮法を学んだ。同級生にエサ＝ペッカ・サロネンとオスモ・ヴァンスカがいる。
フィンランド放送交響楽団において、サラステは第2ヴァイオリンの一員として活動し、後にはレイフ・セーゲルスタムに師事し、1987年から2001年まで同響首席指揮者を務める。
サラステは、アヴァンティ室内管弦楽団（Avanti! Chamber Orchestra）の設立メンバのひとりであり、タミサーリ音楽祭（Tammisaari Festival）の発案者でもある。2000年に音楽における功績によってフィンランド政府から賞をうけており、シベリウス協会はシベリウス・メダルを授与している。サラステはヨーク大学の名誉博士号も持っている。
フィンランド国外では、1987年から1991年までスコットランド室内管弦楽団首席指揮者、1994年から2001年までトロント交響楽団音楽監督、BBC交響楽団の首席客演指揮者を2002年から2005年にかけて務めた。その後、2006年8月にはアンドレ・プレヴィンの跡を継ぎ、オスロ・フィルハーモニー管弦楽団の音楽監督に就任した（2013年まで）。2008年から2011年までラハティ交響楽団の首席客演指揮者兼芸術顧問、2010年から2019年までケルンWDR交響楽団の首席指揮者を務める。
2023年からヘルシンキ・フィルハーモニー管弦楽団の首席指揮者に就任。